# Вознесенський монастир (Переяслав)
Вознесенський монастир у Переяславі — один із найвизначніших архітектурних ансамблів доби Гетьманщини, пам'ятка архітектури національного значення.
Монастир розташований в історичному передмісті Переяслава з виходом на центральний майдан. Вознесенський собор і дзвіниця є головними архітектурними домінантами в забудові і ландшафті — їх добре видно звідусіль, навіть з протилежного берега Дніпра.
Архітектурний комплекс монастиря входять до складу Національного історико-етнографічного заповідника «Переяслав».

## Історія

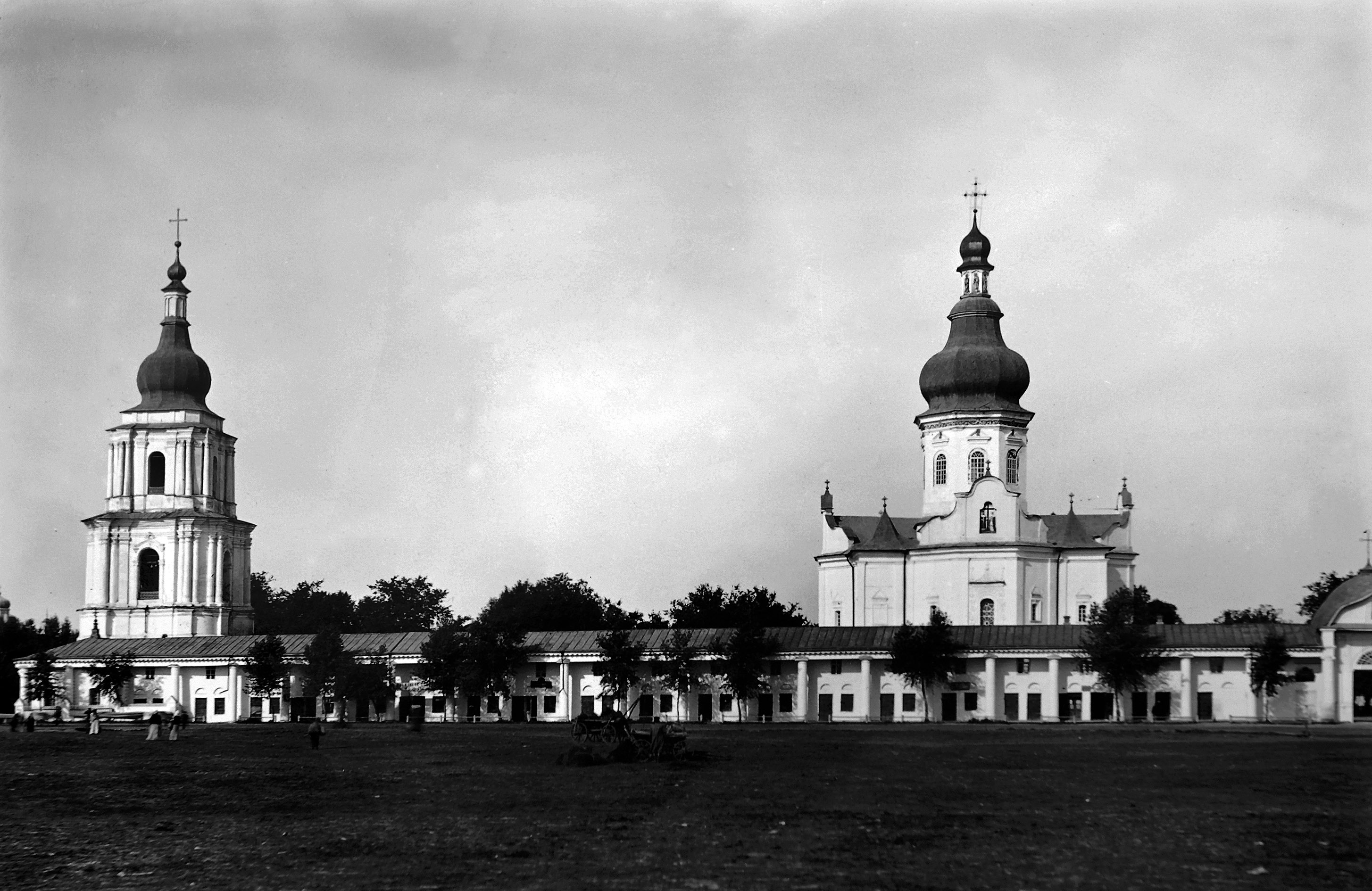
Вознесенський монастир у Переяславі. Кінець ХІХ ст.

Ансамбль Вознесенського монастиря почав формуватися з моменту будівництва Вознесенського собору. Собор був збудований протягом 1695—1700 рр. коштом гетьмана Івана Мазепи.
У 1738 р. на території монастиря був відкритий колегіум, який розмістився у дерев'яній будівлі. Однак 1748 р. сталася пожежа, яка знищила всі дерев'яні будівлі монастиря. Нова цегляна споруда колегіуму постала у 1753—1757 рр. завдяки Переяславському єпископу Івану Козловичу.
Остаточно ансамбль було сформовано після будівництва дзвіниці у 1770—1776 рр.
У 1782 р. до східного боку дзвіниці прибудували Варваринську церкву.
У кінці XVIII — початку XIX ст. із східного боку монастирської території був побудований двоповерховий корпус. Нижній поверх займали торгові ряди, верхній — бурса (гуртожиток), а з кінця XIX ст. — монастирська школа. Монастир був обнесений високою цегляною стіною.
У 1916 р. торгові ряди зі школою згоріли, а їхні рештки були розібрані.
Під час Другої світової війни була знищена Варваринська церква, що примикала до дзвіниці. Постраждали і всі інші споруди монастиря. Їх відновлення проводилося у 1954—1964 роках.
У 1970 р. у будівлі колегіуму був відкритий музей Григорія Сковороди. У приміщенні Вознесенського собору у 1975 р. була розгорнута діорама «Битва за Дніпро» (худ. Мальцев П., Присєкін М.). На полотні довжиною 28 і висотою 7 метрів зображено момент масової переправи радянських військ через Дніпро на Букринському плацдармі в районі Переяслава восени 1943 р.
В 2011 р. Священний Синод УПЦ (МП) відновив діяльність монастиря. Проте передача споруд монастиря у користування УПЦ (МП) не відбулася, отож де-факто монастир не діючий.

## Архітектурний комплекс

### Вознесенський собор
Вознесенський собор — яскрава пам'ятка у стилі українського бароко. Цегляний, тинькований, дев'ятикамерний. Увінчує будівлю купол на дуже високому гранчастому барабані. Рамена хреста завершені високими хвилястої форми фронтонами. Стіни розчленовані пласкими розкрепованими пілястрами. Портали і ліпні обрамлення вікон і барабану купола були виконані у першій третині XVIII ст. під час ремонту.

#### Похованні у соборі
- Кирило (Шумлянський)
- Срібницький Нікодим
- Іван Козлович
- У жовтні 1766 року до собору для поховання було перенесено із Млієва голову страченого польською владою ктитора Данила Кушніра[6].
- Линцевський Гервасій
- Базилевич Іов

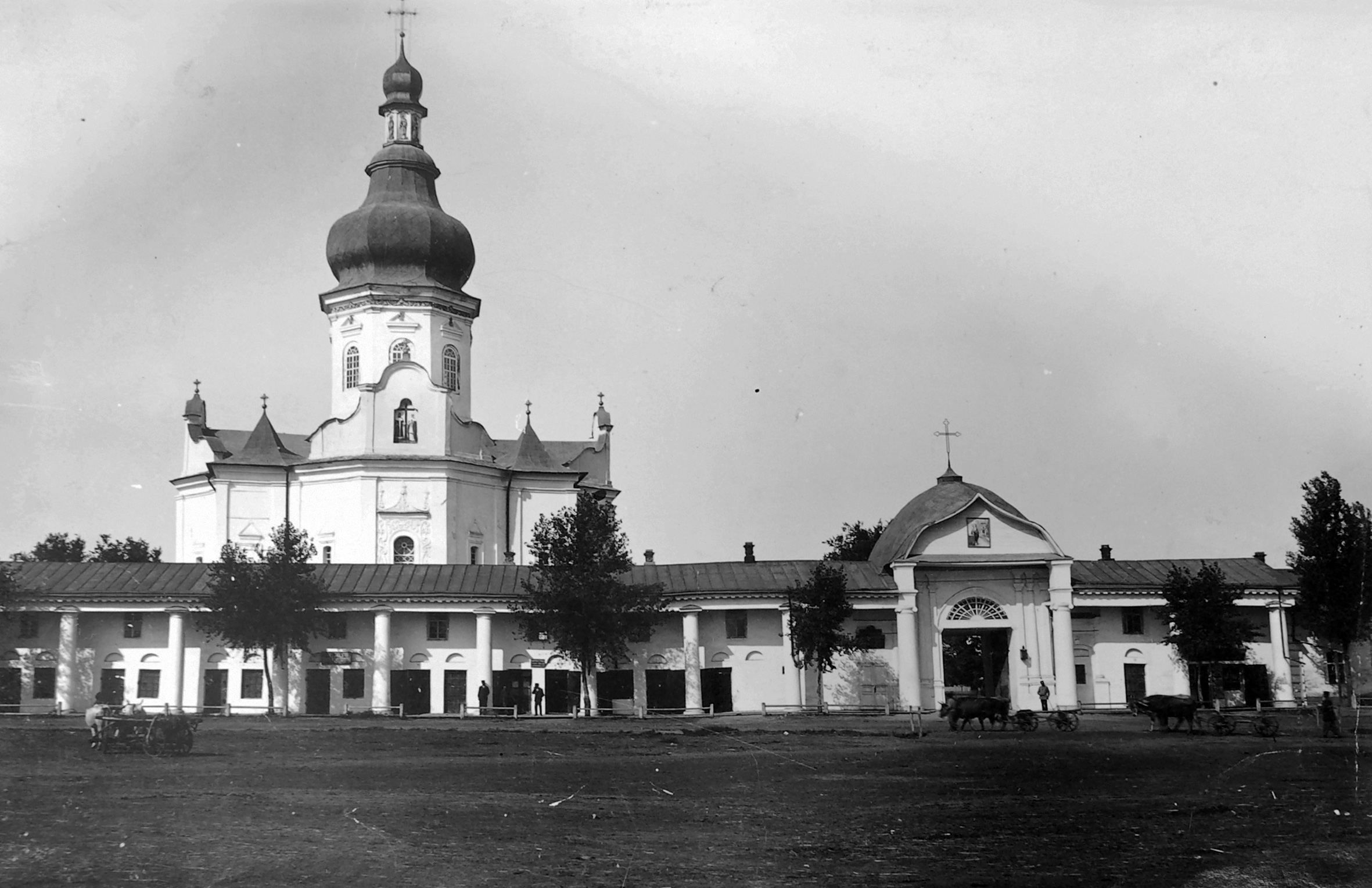
Вознесенський собор і торгові ряди. Фото кінця ХІХ ст.
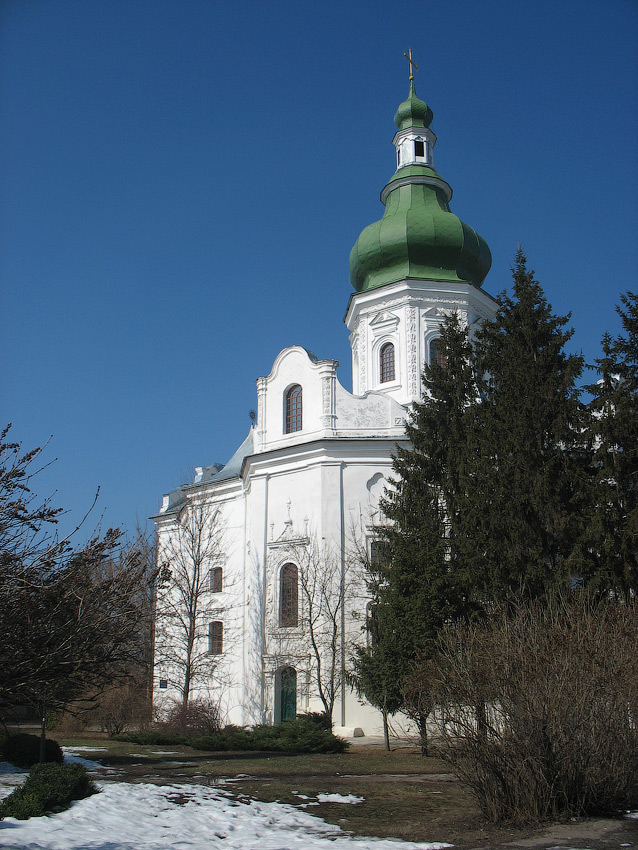
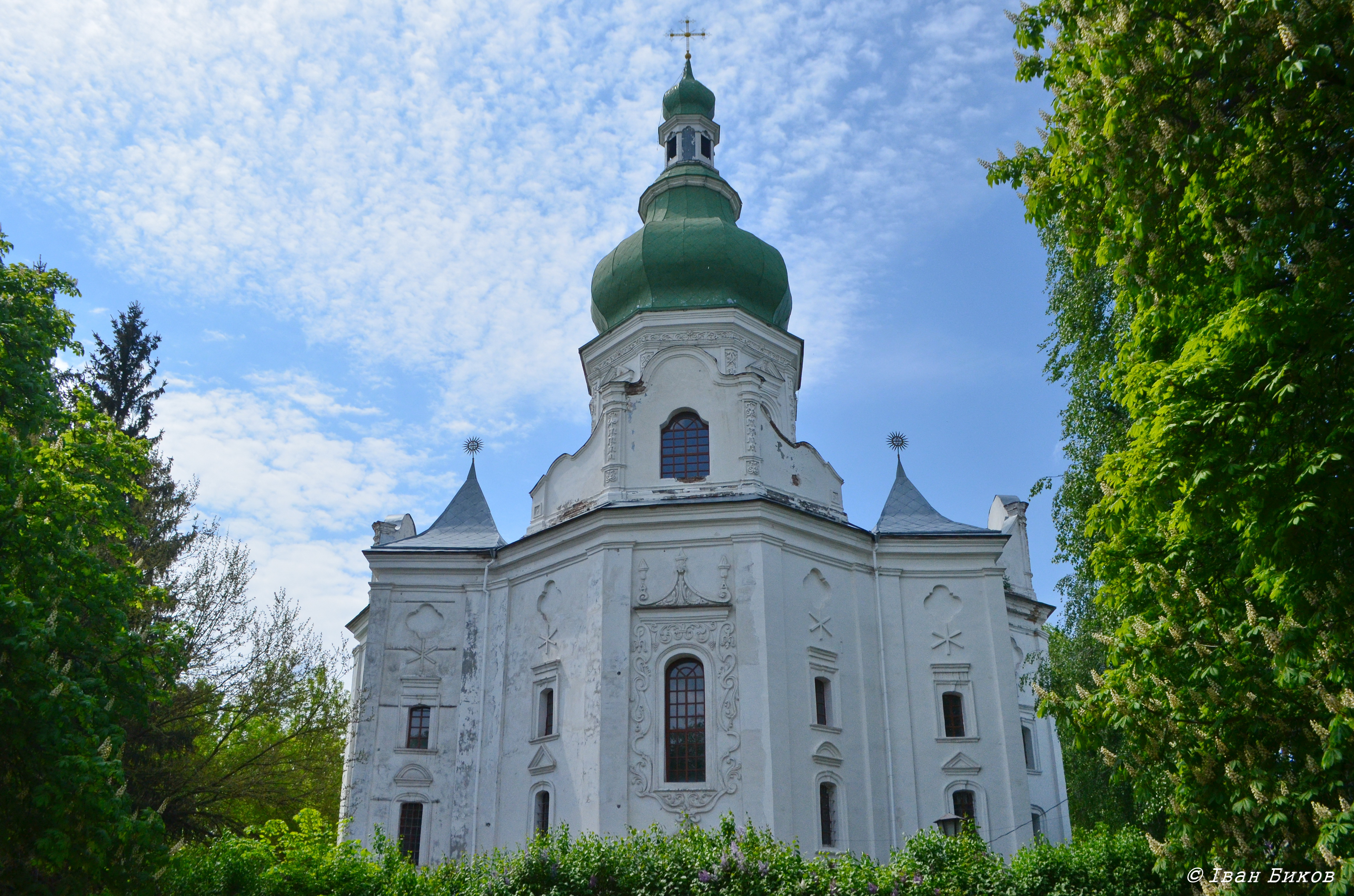
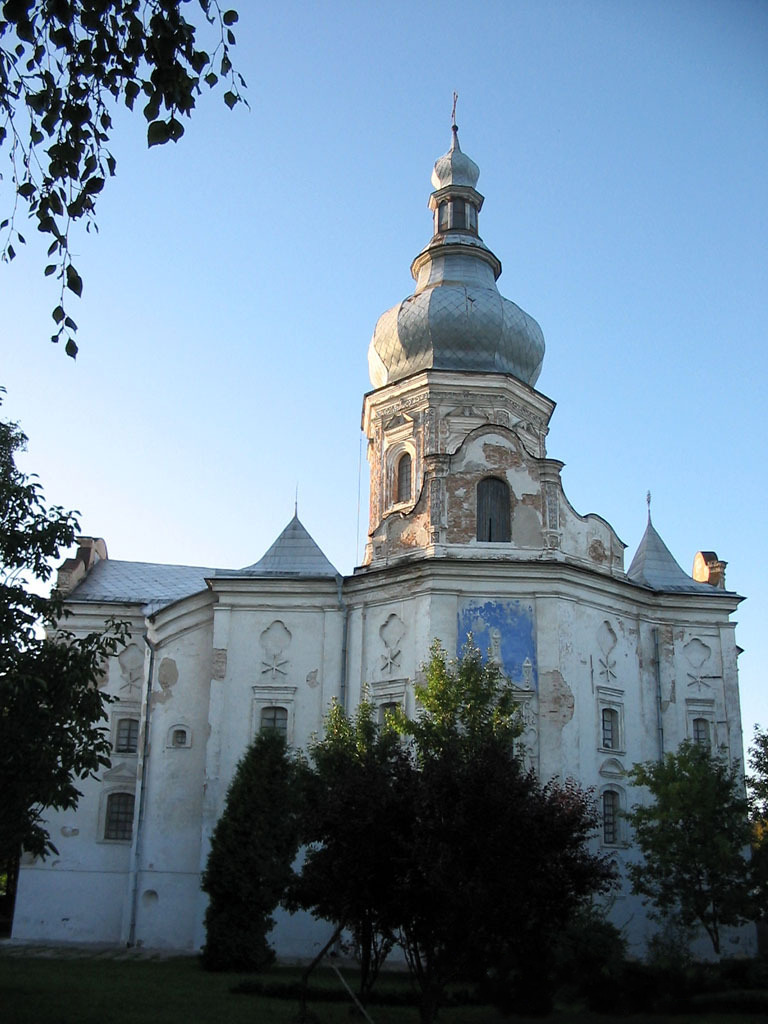

### Дзвіниця
Дзвіниця вирішена у стилі українського бароко з певним впливом класицизму. Цегляна, тинькована, в плані наближається до квадрата з увігнутими сторонами, триярусна, завершена куполом. Перший ярус із арковим отвором, рустований. Яруси увінчують розкреповані карнизи. Будівлю прикрашають колони і пілястри (у другому ярусі іонічні, у третьому — коринфські).

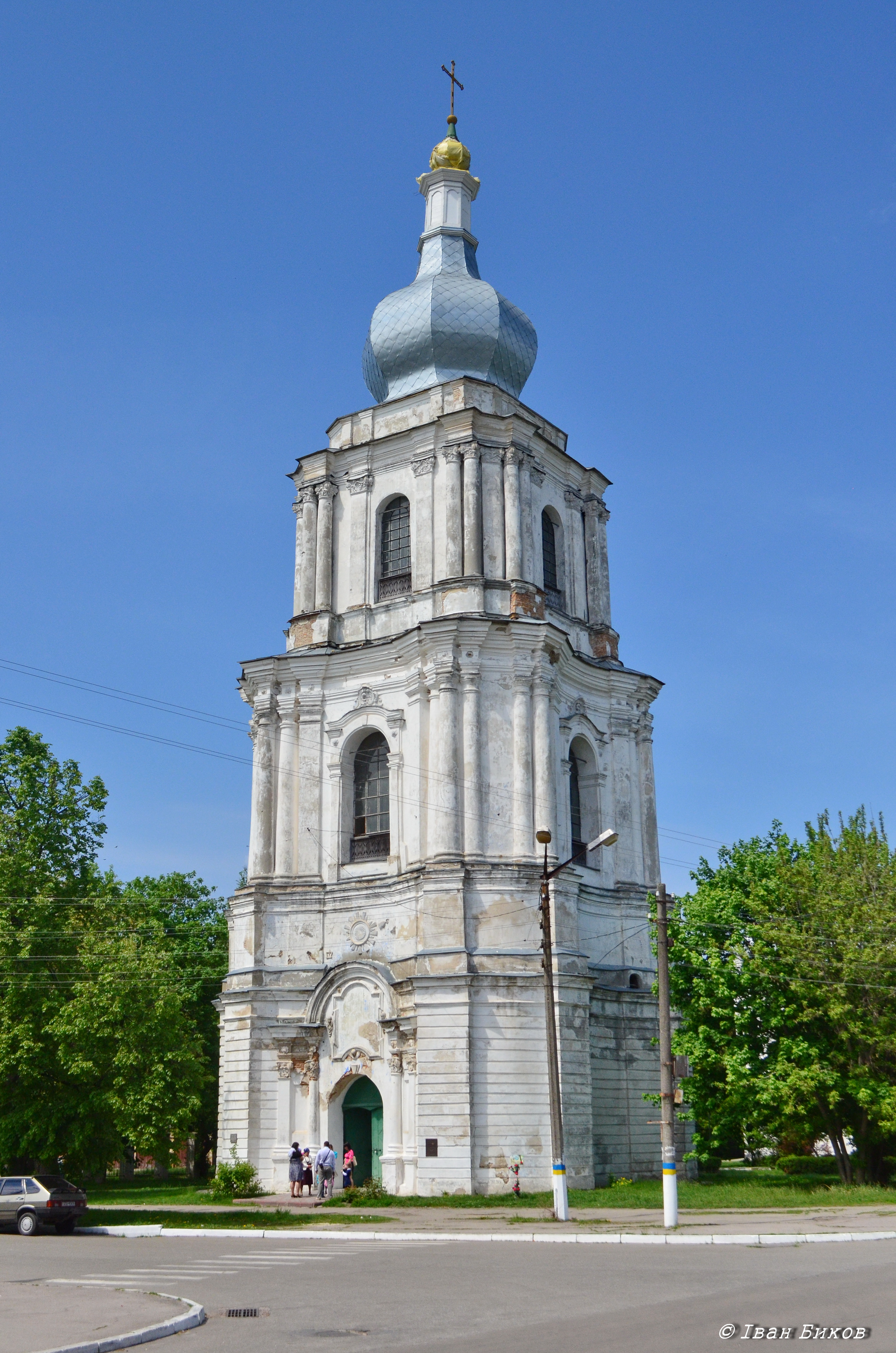
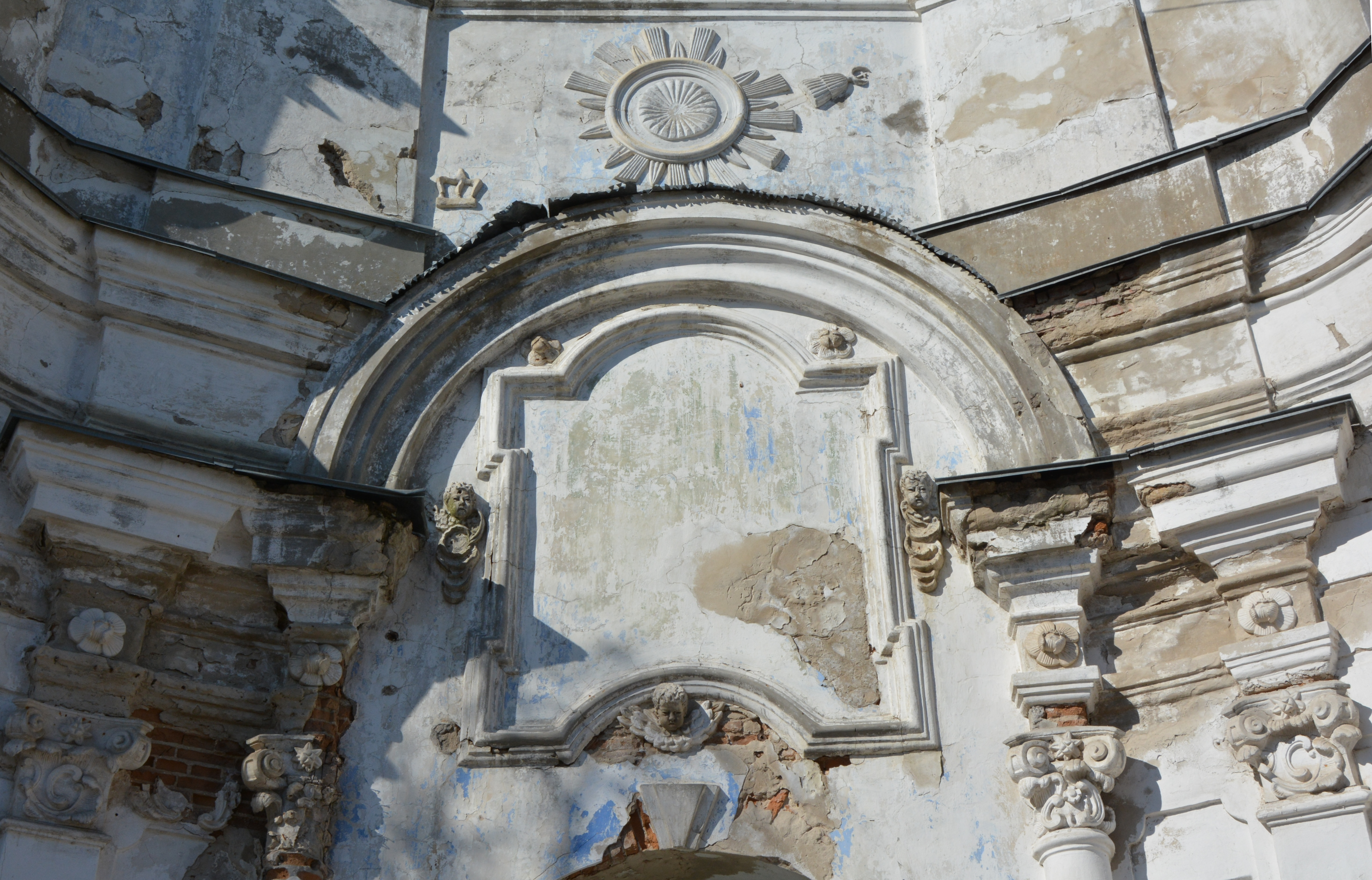
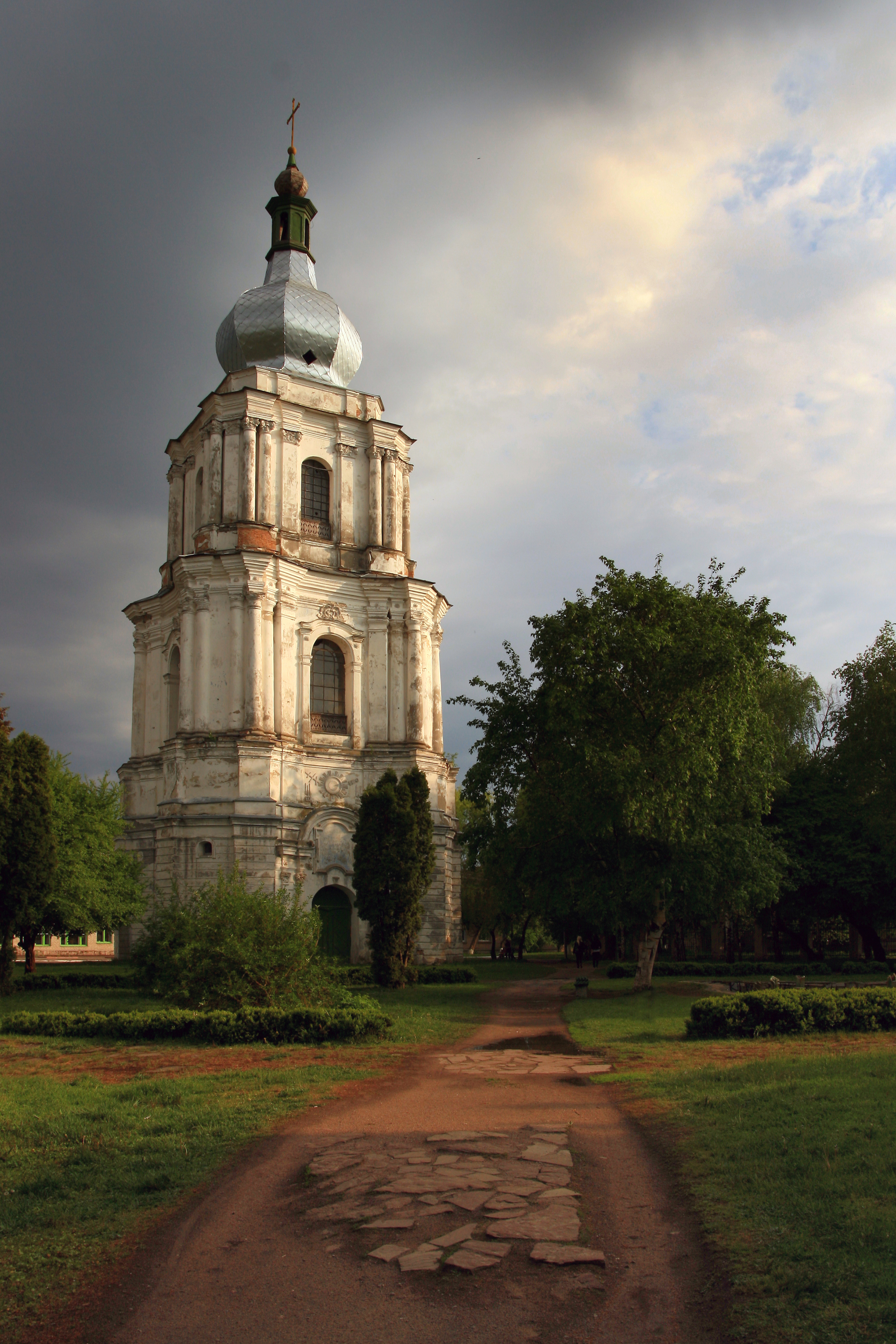

### Колегіум
Колегіум цегляний, тинькований, витягнутий в плані, з трьома окремими входами, обрамленими порталами з ліпниною (рослинний орнамент та символи наук). Чотири великі аудиторії перекриті напівциркульними склепіннями з розпалубками над великими вікнами.

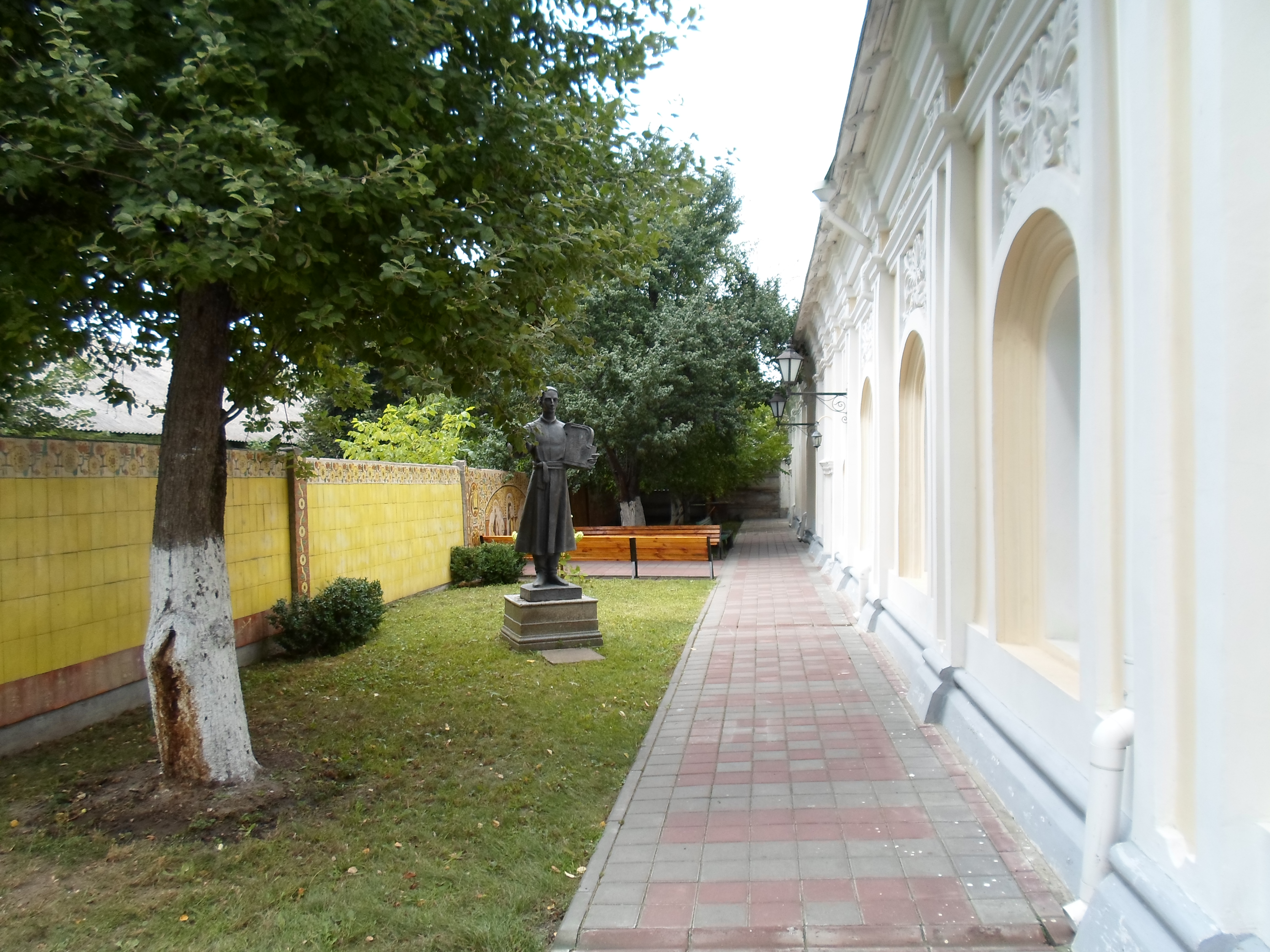
Пам'ятник Г. Сковороді біля колегіуму (скульптор І. П. Кавалерідзе)
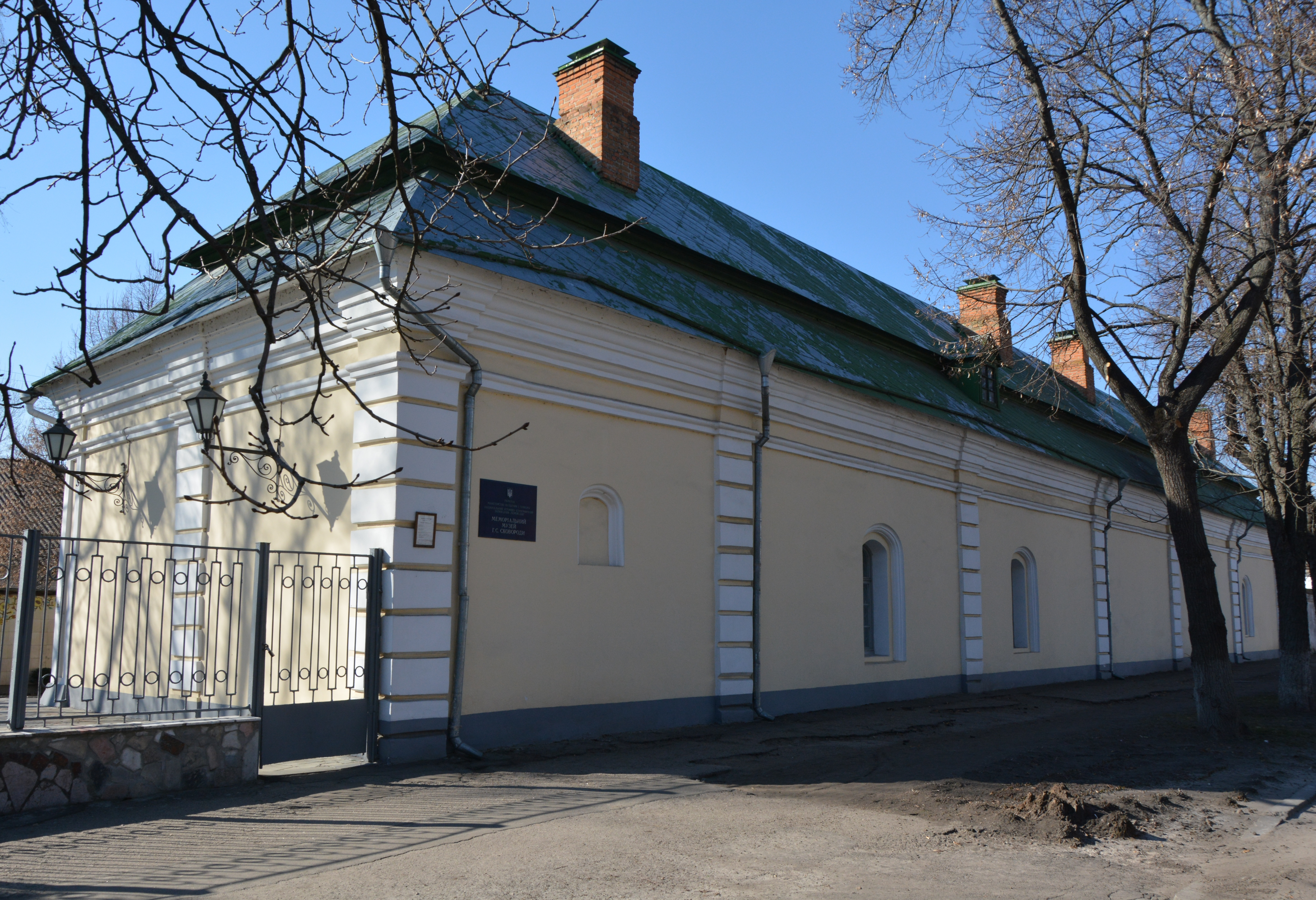
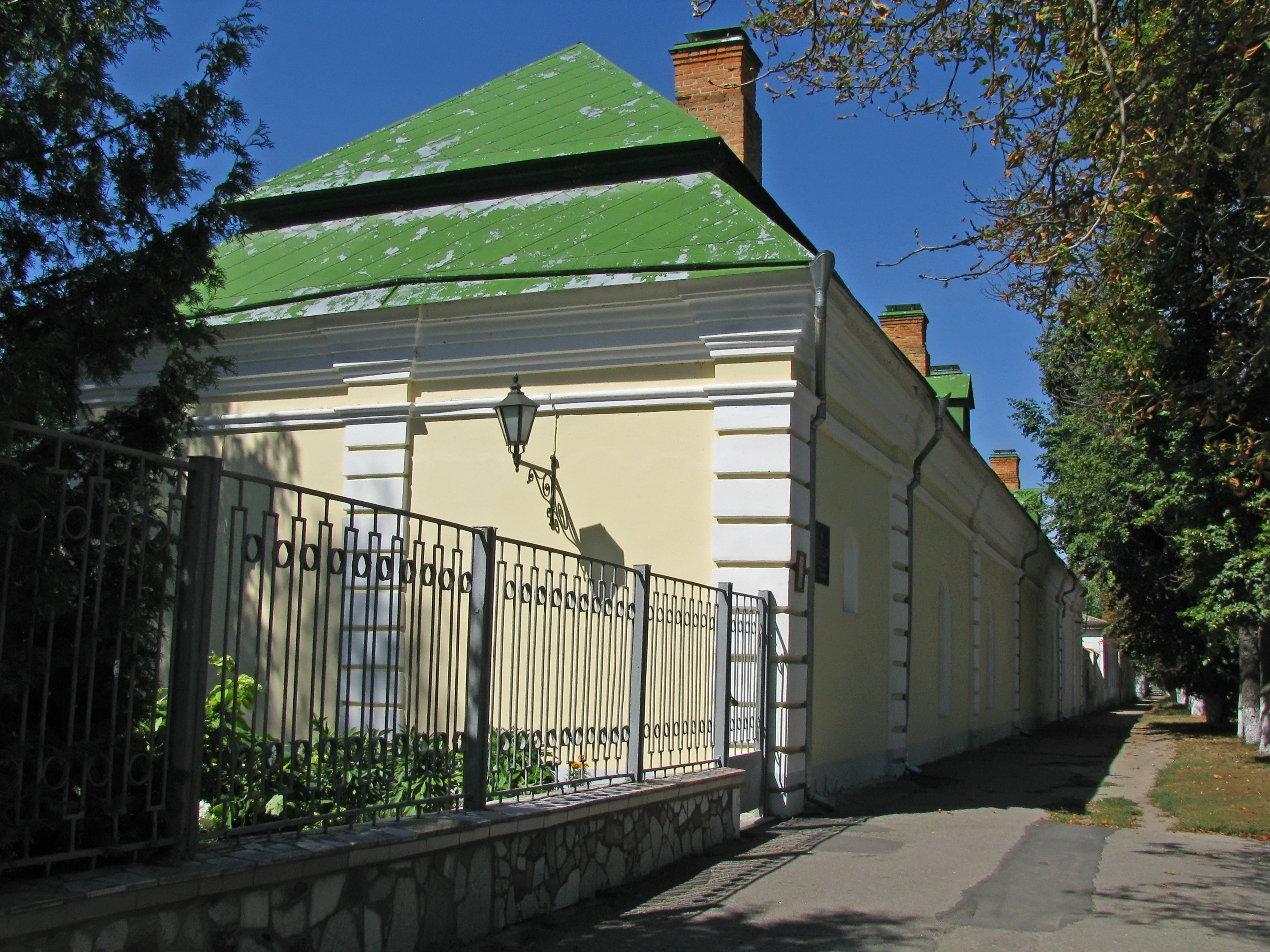